# جمعية الكيمياء الحيوية (المملكة المتحدة)
جمعية الكيمياء الحيوية (بالإنجليزية: Papert's principle)‏ هي جمعية علمية في المملكة المتحدة في مجال الكيمياء الحيوية، وتتضمن جميع العلوم الحيوية الخلوية والجزيئية.

## التنظيم
تضم الجمعية حاليًا حوالي 7000 عضو، ثلثيهم في المملكة المتحدة. وهي تابعة للهيئة الأوروبية ،اتحاد الجمعيات الكيميائية الحيوية الأوروبية [الإنجليزية]. الرئيس الحالي للجمعية (2016) هو السير ديفيد بولكومب. والمقر الرئيسي للجمعية في لندن.

## تاريخ الجميعة
تأسست الجمعية في عام 1911 من قبل بنيامين مور [الإنجليزية]، ووليام هاليبيرتون [الإنجليزية] وآخرين، تحت اسم نادي الكيمياء الحيوية. حصلت على مجلة بايوكيمكل الحالية في عام 1912.
تغير اسم الجمعية إلى جمعية الكيمياء الحيوية في عام 1913.[بحاجة لمصدر]
في عام 2005، انتقل مقر الجمعية من بورتلاند بليس [الإنجليزية] إلى مكاتب مبنية لهذا الغرض في هولبورن.[بحاجة لمصدر]
في عام 2009، انتقل المقر مرة أخرى إلى تشارلز داروين هاوس، بالقرب من طريق جرايز إن [الإنجليزية].[بحاجة لمصدر]

## الجوائز
تُمنح الجمعية عددًا من جوائز الجدارة، أربعة سنويًا وأخرى كل عامين أو ثلاث سنوات، للاعتراف بالتميز والإنجاز في مجالات العلوم المختلفة، سواء كانت تخصصية أو عامة. تشمل الجوائز السنوية محاضرة مورتون [الإنجليزية]، وميدالية كولوورث [الإنجليزية]، وجائزة الذكرى المئوية، وميدالية وجائزة نوفارتيس [الإنجليزية].

## النشر
تقوم شركة النشر التابعة للجمعية، وهي مطبعة بورتلاند، بنشر الكتب، والمجلة، ومجلة ذا بيوكميست، والعديد من المجلات الأكاديمية المطبوعة وعبر الإنترنت:
- مجلة بايوكيمكل [الإنجليزية]
- ندوة مجتمع الكيمياء الحيوية [الإنجليزية] (عبر الإنترنت فقط)
- معاملات المجتمع البيوكيميائية [الإنجليزية]
- بيولوجيا إشارات الخلايا [الإنجليزية]
- العلوم السريرية
- مقالات في الكيمياء الحيوية [الإنجليزية]
- تقارير العلوم البيولوجية [الإنجليزية]

احتفلت مجلة بايوكيمكل، المنشور الرئيسي للجمعية، بالذكرى المئوية لتأسيسها في عام 2006 بإطلاق أرشيف مجاني على الإنترنت يعود إلى إصداره الأول في عام 1906.